# 辅助全球卫星定位系统
辅助全球卫星定位系统（英语：Assisted Global Positioning System，简称：AGPS）是一种在一定辅助配合下进行GPS定位的运行方式。它可以利用手机基站的信号，配合传统GPS卫星信号，让定位的速度更快。一般GPS使用太空中的24颗人造卫星来进行三角定位 ，以获得经纬度坐标，通常需要一个可视天空的开放环境和至少4颗GPS卫星信号才能进行3D定位。AGPS则利用手机基站的信号，辅以连接远程服务器的方式下载卫星星历，可再配合传统的GPS卫星接受器，让定位的速度更快。
普通的GPS系统是由GPS卫星和GPS接收器组成。与普通的GPS不同，AGPS在系统中还有一个辅助服务器。在AGPS网络中，接收器可通过与辅助服务器的通信而获得定位辅助。在蜂窝移动通信系统中，AGPS 系统通过手机定位服务器作为辅助服务器来协助GPS接收器（通常是手机）完成测距和定位服务，辅助定位服务器有比GPS接收器强大得多的GPS信号接收环境和能力，在这种情况下，辅助定位服务器通过网络与手机的GPS接收器通信而提供定位协助。
通常情况下，一个标准的GPS接收器需要至少3颗GPS卫星才能进行2D定位。另外，还需要有足够的处理能力来把卫星的数据转换成坐标，使用AGPS定位方式，定位的计算任务都由辅助定位服务器完成。

## 参閲
- 全球定位系統(GPS)
- 格洛纳斯系统(GLONASS)
- 多普勒卫星涮轨和无线电定位组合系统(DORIS/朵麗絲系統)
- 北斗卫星导航系统(BDS)
- 伽利略定位系統(Galileo)
- 印度區域導航衛星系統(IRNSS)
- 准天顶卫星系统(QZSS)
- 北斗卫星导航试验系统
- GPS誤差分析（英语：Error analysis for the Global Positioning System）(Error analysis for the GPS)